# Phyllachora peltaticola
Phyllachora peltaticola är en svampart som beskrevs av O.L. Pereira & R.W. Barreto 2006. Phyllachora peltaticola ingår i släktet Phyllachora och familjen Phyllachoraceae.   Inga underarter finns listade i Catalogue of Life.